# Jimmy Ross
James Daniel Ross, detto Jimmy (Edimburgo, 28 marzo 1866 – Manchester, 12 giugno 1902), è stato un calciatore scozzese, di ruolo attaccante.

## Carriera
Fratello minore di Nick Ross, iniziò a giocare nel St. Bernard's, club di Edimburgo. Nel 1883 passò alla squadra inglese del Preston North End. Nel 1888 si disputò per la prima volta il campionato inglese di calcio e la squadra di Preston si aggiudicò il titolo senza subire nemmeno una sconfitta guadagnandosi il soprannome di "The Invicibles" (Gli Invincibili); Ross diede il suo contributo alla vittoria segnando 18 reti. Nello stesso anno il club si aggiudicò anche la FA Cup, sempre senza subire sconfitte e Ross segnò una rete nella finale disputata contro i Wolverhampton Wanderers. L'anno successivo il Preston vinse ancora il campionato e Ross fu il capocannoniere della squadra con 24 reti, durante la stagione segnò 7 gol nella vittoria record per 26-0 contro l'Hyde Football Club.
Nel 1894 passò al Liverpool dove si guadagnò il soprannome di "Little Demon". Con la maglia dei reds disputò tre stagioni, durante la prima la squadra fu retrocessa nella Division Two ma nell'annata successiva riguadagnò immediatamente la promozione, Ross contribuì realizzando 23 reti in 25 partite di campionato. Nella sua terza stagione realizzò solamente 3 gol. Nel 1897 passò al Burnely, l'anno successivo vinse per la seconda volta la Division Two realizzando 23 reti in 27 partite. Concluse la sua carriera nel Manchester City prima di ritirarsi a causa di problemi di salute.
Fu uno dei membri fondatori della Association Footballers' Union (AFU), il primo sindacato dei giocatori di calcio costituito nel Regno Unito. Questa associazione fu fondata a Liverpool nel 1898 come reazione alla proposta di introdurre un tetto ai salari dei giocatori.

## Palmarès
- Campionato inglese: 2

Preston North End: 1888-1889, 1889-1890
- Coppa d'Inghilterra: 1

Preston North End: 1888-1889
- Division Two: 3

Liverpool: 1895-1896
Burnley: 1897-1898
Manchester City: 1898-1899